# Oak Grove (Oklahoma)
Oak Grove es un pueblo ubicado en el condado de Pawnee en el estado estadounidense de Oklahoma. En el año 2010 tenía una población de 18 habitantes y una densidad poblacional de 36 personas por km².

## Geografía
Oak Grove se encuentra ubicado en las coordenadas 36°12′30″N 96°20′17″O / 36.20833, -96.33806 (36.208307, -96.338113).

## Demografía
Según la Oficina del Censo en 2000 los ingresos medios por hogar en la localidad eran de $56,250 y los ingresos medios por familia eran $60,417. Los hombres tenían unos ingresos medios de $35,625 frente a los $21,250 para las mujeres. La renta per cápita para la localidad era de $18,947. Alrededor del 20.0% de la población estaban por debajo del umbral de pobreza.